# Henri de Saint Germain
Henri Marie Raoul Gaillard de Saint Germain (Saint-Malo, 30 giugno 1878 – Saint-Jean-le-Blanc, 19 dicembre 1951) è stato uno schermidore francese, vincitore di una medaglia d'argento nella scherma ai giochi olimpici.